# Reconquête
Reconquête (în română Recucerirea) este un partid politic populist de dreapta din Franța lansat pe 5 decembrie 2021. Este condus de Éric Zemmour, care candidează la alegerile prezidențiale din 2022.

## Istorie

### Preformare
Sondajele de opinie pentru alegerile prezidențiale din 2022 au arătat o creștere bruscă în favoarea lui Zemmour, pe atunci independent, în săptămânile și lunile înainte de a-și oficializa candidatura. O serie de sondaje au sugerat că ar putea ajunge în al doilea tur al alegerilor prezidențiale, concurând cu președintele în exercițiu Emmanuel Macron. Deși au existat speculații cu privire la o posibilă candidatură pentru nominalizarea prezidențială a Republicanilor la congresul din 2021 al partidului, Zemmour a optat să-și prezinte numele ca nominalizat al unui nou partid. Aripa de tineret a Reconquête, Génération Z, a intrat în structura sa „ex-post”; fusese stabilit anterior pentru a mobiliza tineretul în jurul unei posibile candidaturi prezidențiale a lui Zemmour.

### Lansare
Jurnalistul și politicianul Éric Zemmour și-a anunțat oficial candidatura la președinție pe 30 noiembrie 2021 printr-un videoclip postat pe YouTube. A fost văzut de 2.6 milioane de persoane în doar 3 zile. Partidul a fost lansat pe 5 decembrie 2021; la mitingul de fondare desfășurat la Villepinte, Seine-Saint-Denis, Zemmour a propus o „recucerire a celei mai mari țări din lume” în fața a 15.000 de oameni. Directorii de campanie ai lui Zemmour și Reconquête pentru viitoarele alegeri au fost anunțați ca fiind magistratul de la Curtea de Conturi Sarah Knafo și fostul general-maior al armatei franceze Bertrand de La Chesnais.
Joachim Son-Forget, ales de Adunarea Națională în 2017 pentru a șasea circumscripție pentru rezidenții francezi de peste mări, inițial pentru La République En Marche!, a fost primul membru al parlamentului care s-a alăturat partidului. Pe 11 decembrie 2021, fostul candidat la președinție și politician Philippe de Villiers și-a anunțat sprijinul pentru partid. La patru zile după lansarea partidului, Zemmour a anunțat pe France 2 că are peste 40.000 de membrii. Pe 15 decembrie 2021, la zece zile după lansare, Zemmour a declarat că partidul avea peste 60.000 de membri. Pe 30 decembrie, partidul revendică că are 60.000 de membri.

## Ideologie
La mitingul fondator, Zemmour a promis că va „reduce imigrația la aproape zero”, va deporta persoanele care au solicitat azil și imigranții ilegali, precum și că va scoate Franța din NATO. Zemmour și partidul vor, de asemenea, să consolideze suveranitatea Franței împotriva Uniunii Europene.
Potrivit site-ului partidului, principalele priorități ale Reconquête sunt identitatea, reducerea imigrației, securitatea, educația, taxele mai mici pentru cei mai modesti francezi, industria și independența. 

## Alegeri

### Prezidențiale
| Președintele Republicii Franceze |              |            |            |            |            |               |               |               |               |          |                 |
| An                               | Candidat     | Primul tur | Primul tur | Primul tur | Primul tur | Al doilea tur | Al doilea tur | Al doilea tur | Al doilea tur | Rezultat | Câștigător      |
| An                               | Candidat     | Votes      | %          | ± pp       | Rank       | Votes         | %             | ± pp          | Rank          | Rezultat | Câștigător      |
| 2022                             | Éric Zemmour | 2,485,226  | 7.07       | ▲ 7.07     | ▲ 4        |               |               |               |               |          | Emmanuel Macron |

### Europarlamentare
| Alegeri | Voturi    | %    | Locuri |
| ------- | --------- | ---- | ------ |
| 2024    | 1,345,234 | 5.46 | 5 / 81 |